# Cetu Javu
Cetu Javu [ˈsetyʒa'vy] war eine deutsche Synthie-Pop-Band aus Hannover, die insbesondere in den 1980er-Jahren mehrere Erfolge hatte. Der Sänger der Band, Javier Revilla-Diez, ist spanischer Herkunft, sodass manche Lieder auf Spanisch eingesungen wurden und Elemente spanischer Populärmusik enthalten.

## Geschichte
Die Gruppe wurde 1984 von dem Musiker Chris Demere und dem spanischen Sänger Javier Revilla-Diez in Hannover gegründet. Nach zwei Besetzungswechseln bestand sie 1985 aus Chris Demere, Javier Revilla-Diez und den Brüdern Stefan und Torsten Engelke.
Cetu Javu absolvierten einige Live-Auftritte und nahmen 1985 erfolgreich an einem Nachwuchswettbewerb teil, bei dem sie den dritten Platz belegten und der ihnen einen Tag in einem professionellen Studio ermöglichte. Hier entstanden die ersten Demos: „A Never-Do-Well“, „Coming Through“ und „Don't Forget“.
Am 11. Dezember 1986 übernahm die Band den Support für Erasure, die zu dieser Zeit durch Deutschland tourten. Am 14. Februar 1987 waren Cetu Javu im Capitol in Hannover zu sehen.
Nachdem zahlreiche Versuche, einen Plattenvertrag zu erwerben, fehlschlugen, gründete Chris Demere sein eigenes Label Deme Records, auf dem im Frühjahr 1987 die auf 1.000 Einheiten limitierte Debüt-Maxi-Single „Help Me Now!“ erschien.
Weitere Konzerte folgten, u. a. am 5. Juni 1987 im Theater Seraphin in Hannover, wo Cetu Javu den Auftakt für ein Theaterstück übernahmen. Vorgruppe waren die Rap-Artisten The Incredible Ray Rockers & The Night Show.
Am 26. Juni 1987 gab die Band ein Interview beim Sender Freies Berlin (SFB) und trat tags darauf im K.O.B. in Berlin-Schöneberg, Potsdamer Straße 157, auf. Am 29. August 1987 präsentierten Cetu Javu bei einem Konzert auf dem Depeche-Mode-Fanclub-Treffen in Hamburg erstmals einen neuen Song, der sich später zu einem ihrer größten Erfolge entwickeln sollte: Situations.
Am 18. September 1987 folgte das für lange Zeit letzte Konzert in Bad Segeberg. Das Unternehmen SPV zeigte zwar zunächst Interesse an den Demos Cetu Javus sowie an der Maxi-Single „Help Me Now!“. Die Verhandlungen über einen möglichen Vertrieb des Materials durch SPV verliefen nach einiger Zeit jedoch im Sand. Damit scheiterten vorerst auch die Pläne für die zweite Maxi-Single, „Situations“. Das ebenfalls für das Jahr 1987 geplante Debütalbum konnte – trotz der bereits vorproduzierten Songs – aus finanziellen Gründen nicht veröffentlicht werden.
Unter Mithilfe des New-Life-Soundmagazine-Redakteurs Sebastian Koch entstand am 20. Januar 1988 der Kontakt zu Talla 2XLC und seinem Label Techno Drome International, das vertraglich an ZYX Music gekoppelt war. Die Band unterschrieb einen Plattenvertrag mit einer Laufzeit von zwei Jahren und begann mit den Arbeiten zur Maxi-Single „Situations“. Ursprünglich als Koproduzent eingeplant, fand eine Zusammenarbeit mit Talla 2XLC jedoch nicht statt. „Situations“ wurde ohne seine Mitwirkung aufgenommen und im April 1988 auf TDI / ZYX Records veröffentlicht. Insbesondere in den USA, vor allem an der West- und Ostküste der Vereinigten Staaten, und durch die dort etablierte DJ Culture entwickelte sich der Titel zu einem Hit, der sich in den Top 75 der US-Billboard-Charts platzieren konnte.

„Dazu muss man wissen, dass mit dem Sommer 1988 in den USA auch der ganz große Durchbruch Depeche Modes kam und Cetu Javu, so empfanden die Amerikaner jedenfalls, waren einfach eine Neuauflage Depeche Modes. Kein Wunder: Situations entspricht genau der Geschwindigkeit des „Beatmasters“-Remixes von Behind the Wheel, was viele DJs dazu veranlasste, die beiden Songs in ihren Diskotheken zusammenzumischen. Ein Zufall – aber einer, der vieles ins Rollen brachte.“

Art Maharg (†), Mitbegründer des US-amerikanischen DJ-Unternehmens Razormaid! Productions, fertigte einen Club-Edit des Songs an, der auf der Compilation „Razormaid Chapter A-22“ erschien.
In Deutschland war unterdessen für den 17. Juni 1988 ein Konzert mit der Popband OKAY in Hamburg geplant, das aufgrund geschmacklicher Differenzen seitens OKAY vier Tage vor Konzertbeginn in der Ausladung Cetu Javus gipfelte. Einen Monat später hatten Cetu Javu ihren ersten Auftritt im spanischen Fernsehen, wo sie den Song ¿Quién lo sabía?, eine B-Seite der Maxi-Single „Situations“, vorstellten.
Nach einigen Komplikationen während der Studio-Arbeiten und diversen Unstimmigkeiten mit ZYX Records wurde am 27. Dezember 1988 die dritte Maxi „Have in Mind“ veröffentlicht, 1989 gefolgt von „So Strange“ und „A dónde“. Die Band tourte wieder und sowohl Have in Mind als auch A dónde wurden zu Hits. Letzterer Song schaffte es auf Platz 2 der spanischen Charts, ein Razormaid-Edit ist auf der Compilation „Razormaid Chapter M-6“ enthalten. Zu dieser Zeit verließ Stefan Engelke Cetu Javu und wurde durch Thorsten „Todde“ Kraass ersetzt.
Mit Southern Lands erschien 1990 nach etlichen Verzögerungen das erste Album der Band und zugleich die letzte Veröffentlichung auf dem Label ZYX Records. Die nachfolgenden Werke wurden von nun an auf dem spanischen Plattenlabel Blanco y Negro Music herausgebracht und konnten vor allem in den romanischen Ländern, wie Spanien, Argentinien und Peru, Erfolge feiern. In Deutschland hingegen und mit dem Aufkommen der Techno-Bewegung in den frühen 1990ern gerieten Cetu Javu bald in Vergessenheit. Auch das 1992er Album, „Where is Where…“, blieb – trotz des Hit-Potentials von Titeln, wie Another Step, Time und Where? – in Mitteleuropa weitgehend unbeachtet.
1994 erschienen auf dem spanischen Label Modermusic einige, deutlich dancefloor-orientierte Remix-Veröffentlichungen, bevor Cetu Javu ihre Aktivitäten einstellten und sich aus der Öffentlichkeit zurückzogen. Erst im Jahr 2000 wurde neues Song-Material angekündigt, und die Gruppe bereitete sich auf ein Comeback vor, das aus bis dato unbekannten Gründen jedoch nicht zustande kam. Sänger Javier Revilla-Diez arbeitet heute als Professor für Wirtschaftsgeographie an der Universität Köln.

## Diskografie

### Singles
- 1987: Help Me Now! (7", 12")
- 1988: Situations (7", 12", 3" CD)
- 1988: Have in Mind (12", 5" CD)
- 1989: So Strange (12", 5" CD)
- 1989: A dónde (7")
- 1991: ¿Por qué? (7", 12")
- 1992: Dame tu mano (7", 12")
- 1993: Una mujer (12", 5" CD)
- 1994: ¿A dónde? (Remix) / Una mujer (12")
- 1994: ¿Por qué? (Remix) (12")
- 1994: Tiempo (Remix) (12")
- 1999: Have in Mind / Situations (5" CD)
- 2004: Situations (Remixes) (12")

### Alben
- 1990: Southern Lands (LP, CD, Compact Cassette)
- 1992: Where is Where… (LP, CD, Compact Cassette)
- 1994: Tiempo de Remixes (CD, Remix-Collection)
- 2006: 12" Singles Collection (CD, brasilianische Remix-Collection)

Ferner existieren einige Bootlegs, beispielsweise zu den Auftritten im Theater Seraphin Hannover am 5. Juni 1987 und im Berliner K.O.B. am 27. Juni 1987, auf denen zahlreiche unveröffentlichte Lieder, wie Right Things for the Right Time, Never Aware, Coming Through, Don't Forget, Television, The Summer Tide, Mañana und Balance of Power, enthalten sind. Einige dieser Titel waren für das erste, jedoch nie veröffentlichte 1987er Album „Cetu Javu“ vorgesehen.